# KMGi
KMGi es una agencia de publicidad y marketing especializada en contenidos multimedia y visibilidad en Internet. Fue fundada en 1997 en Nueva York por los empresarios Alex Konanykhin, Nikolai Mentchokov y Elena Gratcheva. Ha trabajado en diversos proyectos para grandes empresas como Coca Cola, Lexus y el diario The New York Post, entre otras. Fue una de las firmas pioneras  en la creación e implementación de los denominados “webmercials” (anuncios audiovisuales para Internet).  

## Actividades
Aunque enfocada inicialmente en el desarrollo de anuncios audiovisuales para la web, KMGi evolucionó posteriormente hacia otras soluciones tecnológicas. Actualmente, el grupo KMGi ofrece servicios específicos a través de sus compañías Intuic The Social Media Agency, Allonlineadvertirsers.com, Publicity Guaranteed, The Syndicated News, Onlinevisibilityexperts.com y Wikiexperts. 
En 2011, la firma anunció el lanzamiento de Transparent Billing, una aplicación que permite monitorear distintas modalidades de trabajo a distancia o teletrabajo.  Según sus creadores, la herramienta facilita el control de la facturación y la organización de tareas de equipos de trabajo de forma remota. El software ha sido calificado por la publicación especializada CIO América Latina como una de las tecnologías con mayores perspectivas de crecimiento para 2012 en el área de outsourcing por sus posibilidades de optimizar costos empresariales en gestiones de trabajo descentralizadas.  

### Wikiexperts
En 2011, al cumplirse el décimo aniversario de Wikipedia, el presidente de KMGi, Alex Konanykhin propuso un nuevo modelo de sustentabilidad para Wikipedia. El proyecto, denominado Wikiexperts.us, consiste en la inclusión de una red de escritores contratados para editar de manera rigurosa los artículos de la enciclopedia. 
La propuesta de incorporar profesionales calificados no ha sido aceptada por Jimmy Wales, presidente de la Fundación Wikimedia, quien avala el modelo vigente. Konanykhin, por su parte, asegura que la enciclopedia sería más viable si sigue el ejemplo de Google, que tiene un ingreso aproximado de 23.000 millones de dólares por año en publicidad.